# 西库尔人
西库尔人（拉丁語： 希臘語：）是铁器时代生活在西西里岛东部的民族，西邻西坎人。“西西里”之名便是源于西库尔人，在希腊人建立一系列殖民地后，西库尔人很快就融入了大希腊文化圈。

## 历史

公元前6世纪时的西西里岛

考古发掘显示出迈锡尼人对青铜时代时的西西里岛拥有着影响力。关于西库尔人的最早的文学记载是在《奥德赛》中。铁器时代的西库尔人和西坎尼人可能是由一群伊利里亚人组成的。修昔底德和其他古典时代时期的作家都知道西库尔人曾经生活在意大利中部，罗马东部甚至是北部。

## 语言
语言学研究表明占据西西里东部与意大利南部的西库尔人可能说印欧语，而住在西西里中部和西坎人西部的伊利米人则属于非印欧语系民族。